# Großsteingrab Passow (Görmin)
Das Großsteingrab Passow (auch Klingenstein genannt) ist eine megalithische Grabanlage der jungsteinzeitlichen Trichterbecherkultur bei Passow, einem Ortsteil von Görmin im Landkreis Vorpommern-Greifswald (Mecklenburg-Vorpommern). Es trägt die Sprockhoff-Nummer 547.

## Lage
Das Grab befindet sich etwa 400 m südlich von Passow auf einem Feld.
Die Anlage von Passow ist Teil einer größeren Gruppe von Megalithgräbern, die sich südwestlich von Greifswald zwischen Dargelin im Osten und Düvier im Westen erstreckt.

## Beschreibung
Die Anlage besitzt eine nord-südlich orientierte, ursprünglich von einem Rollsteinhügel ummantelte Grabkammer, die nach Ernst Sprockhoff als erweiterter Dolmen, nach Ewald Schuldt und Hans-Jürgen Beier hingegen als Großdolmen anzusprechen ist. Um 1960 standen noch fünf Wandsteine in situ. Es handelte sich um den nördlichen Abschlussstein und je zwei Steine der Langseiten, wobei sich jeweils ein größerer und ein kleinerer Stein gegenüberstanden. Der ursprüngliche Eingang befand sich an der Südseite. Auf den Wandsteinen lag noch ein einzelner Deckstein auf. Dieser hat eine Länge von 3,5 m, eine Breite von 2,2 m und eine Dicke von 0,8 m. Die ursprünglichen Maße der Kammer wurden von Sprockhoff auf 3,5 m Länge und 1,5 m Breite geschätzt. 1964 wurde das Grab rekonstruiert. Dabei wurden ein zweiter Deckstein aufgesetzt und mehrere kleinere Steine an der Westseite und der offenen Südseite abgelegt.